# Plim
Plim és una marca comercial d'una beguda refrescant amb un cert gust de xarop, exclusiva de Reus. La beguda és un refresc dolç, gasós i de color vermell. A l'etiqueta de l'ampolla s'hi pot llegir la frase: «Bebida refrescante con sabor a fantasia de frutas». És la mascota del Reus Deportiu i el seu lema és «a mi Plim».

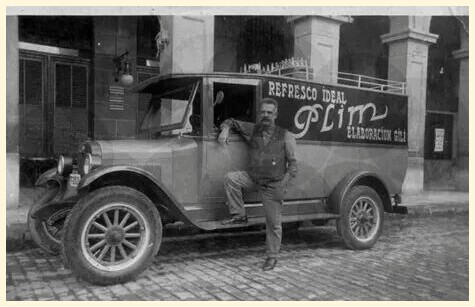
Cotxe de repartiment de Plim, de la Casa Gili.1928

## Història
La fabricava, des de 1928, la casa Gili S.A. de Reus, una fàbrica fundada el 1858 pel reusenc Joan Gili Boloix, una de les importants dins del sector de fabricants de refrescos de la ciutat. El nom va sorgir d'una discussió entre els socis de l'entitat quan es va proposar la sortida de la beguda, i un d'ells, desmarcant-se dels noms proposats, va dir «a mi plim», i així es va quedar. El Plim es va comercialitzar àmpliament a Reus a partir dels anys cinquanta i va tenir certa popularitat consumint-se almenys a tot Catalunya, però no es va poder estendre enfront d'altres refrescs quan va arribar la televisió. Elaborat amb aigua, glucosa, caramel, essència de fruites, cítrics, àcid carbònic i sacarina, aquesta beguda refrescant tenia un cert regust de xarop casolà i es va presentar amb l'eslògan «fantasia de fruites». El 1995, Gili, S.A. va ampliar els gustos amb una àmplia gamma de sabors, des de cafè al bíter sense alcohol, passant per la tònica, la cola, la taronja i la llimona. Aquests productes es van deixar de produir per la competència d'altres marques consolidades. A la fi dels anys noranta l'empresa està a punt de deixar d'elaborar el refresc, i rep una oferta e compra per part de Facilcar S.L. una filial del grup Shers. Les cinc famílies propietàries de l'empresa Gili S.A. decideixen vendre l'empresa, i part dels actius i del personal van a Tarragona on hi havia la societat compradora. L'any 2000, Gili S.A. liquida l'empresa i desapareix. Actualment encara se'n fabriquen algunes unitats pel consum local, ja que els reusencs l'aprecien com a cosa pròpia i li mantenen el suport i des el 2001 s'utilitza per fer la beguda de la festa major coneguda com a Masclet, que és una barreja de vermut de Reus (una altra beguda pròpia de la ciutat) i Plim. Dins els actes de la Festa Major de sant Pere, al juny, i de les Festes de Misericòrdia, al setembre, se celebra des del 2001 la Cercavila del Masclet, on es reparteix aquesta beguda que s'ha fet molt popular, i s'han organitzat, a més, diversos concursos de degustació.
Una desavinença entre el propietari de la marca i l'empresa que produeix la beguda posa en perill la seva continuïtat. La polèmica que va apagar el Plim
El 2014, una disputa legal entre Matias Olesti i Sanmy va posar fi a la producció del Plim.  Sanmy, que fabricava la beguda en nom del propietari de la marca, va deixar de pagar els cànons acordats.  Després de mesos de litigi, Sanmy va deixar de produir el Plim i va llançar una beguda molt similar sota una altra marca.
La reacció dels reusencs no es va fer esperar.  El moviment #SalvemPlim es va estendre per les xarxes socials;  malgrat aquesta mobilització popular, el Plim va desaparèixer del mercat el 2014.
El retorn
El 2025, gràcies a un nou acord entre Matías Olesti i la nova empresa REUSPLIM, SL, el refresc pot tornar amb el seu esperit original, respectant el sabor clàssic que el va fer famós.